# Stadtmuseum Nürtingen
Das Stadtmuseum Nürtingen ist ein Museum zur Stadtgeschichte Nürtingens, das 1995 eröffnet wurde und sich in einem historischen Schießhaus von 1565 befindet. Das Museum präsentiert eine Dauerausstellung auf 728 Quadratmetern Ausstellungsfläche, die die Entwicklung der Stadt von einer Handwerks- zu einer Industriestadt zeigt.
Die Sammlung des Museums wurde in den 1980er-Jahren durch den Schwäbischen Heimatbund angelegt und beinhaltet Kulturgüter, die Einblicke in die lokale Historie geben. Neben der Dauerausstellung, werden regelmäßig Sonderausstellungen gezeigt.